# Техносфера
Техносфе́ра або техногенне середовище — сфера, яка містить штучні технічні споруди, які виготовляються та використовуються людиною:
- 1) частина біосфери (за деякими уявленнями, — з часом вся біосфера), корінним чином перетворена людиною за допомогою опосередкованого впливу технічних засобів технічні та техногенні об'єкти (будівлі, дороги, механізми тощо) в цілях якнайкращої відповідності соціально-економічним потребам людства;
- 2) найскладніша частина антропосфери, що охоплює взаємодію технічних засобів виробництва з природно-ресурсним потенціалом території на основі науково-технічного прогресу;
- 3) практично замкнута регіонально-глобальна майбутня технологічна система утилізації і реутилізації що залучаються до господарського обороту природних ресурсів, розрахована на ізоляцію господарсько-виробничих циклів від природного обміну речовин і потоку енергії.

Техносфера, як цілісна система, включає в себе:
- власне самі технічні артефакти, тобто техніку як об'єкт та її соціокультурне значення;
- специфічне технічне знання, уміння, правила, теорії, їх культурну цінність;
- технічну діяльність в двох планах: 
  - як інженерну,
  - і пов'язану з повсякденним життям;
- специфічну техноментальність;
- систему відносин між людиною та природою, де техніка виступає як певний посередник.